# Deropeltis longipennis
Deropeltis longipennis är en kackerlacksart som beskrevs av Henri Saussure 1873. Deropeltis longipennis ingår i släktet Deropeltis och familjen storkackerlackor. Inga underarter finns listade i Catalogue of Life.